# Легстра, Рурд
Рурд Гербенс Легстра (нидерл. Ruurd Gerbens Leegstra; 29 июня 1877, Восточная Ява — 17 января 1933, Утрехт) — нидерландский гребец, бронзовый призёр летних Олимпийских игр 1900.
Леегстра на Играх участвовал только в соревнованиях восьмёрок. Его команда сначала выиграла полуфинал, а затем заняла третье место в финале, выиграв бронзовую медаль.
Сын — Тьерк, участник летних Олимпийских игр 1956 года.